# Esplàs
Esplàs (francès Esplas) és un municipi francès situat al departament de l'Arieja i a la regió d'Occitània.